# Brittney Brimmage
Brittney Brimmage est une joueuse de volley-ball américaine née le 5 mai 1990 à Centreville (Illinois). Elle mesure 1,90 m et joue centrale.

## Clubs
| Club                   | De        | À         |
| ---------------------- | --------- | --------- |
| University of Missouri | 2008-2009 | 2010-2011 |
| ASKÖ Linz-Steg         | jan 2012  | avr 2012  |
| Köpenicker SC          | jan 2013  | mai 2013  |
| NUC Volleyball         | jan 2014  | mai 2014  |

## Palmarès
- Championnat d'Autriche
  - Finaliste : 2012.
- Coupe de Suisse
  - Finaliste : 2014.